# 112328 Klinkerfues
112328 Klinkerfues è un asteroide della fascia principale. Scoperto nel 2002, presenta un'orbita caratterizzata da un semiasse maggiore pari a 2,3987050 UA e da un'eccentricità di 0,1402325, inclinata di 0,91484° rispetto all'eclittica.
L'asteroide è dedicato all'astronomo tedesco Ernst Friedrich Wilhelm Klinkerfues.